# Germà de París
Germà de París (Autun, 496 - París, 28 de maig del 576) fou un eclesiàstic gal·loromà, bisbe de París. És venerat com a sant per diverses confessions cristianes.

## Biografia
Germà nasqué a Autun, fill d'Eleuteri i Eusèbia. Va estudiar a Avallon i a Luzy sota custòdia d'un parent sacerdot de nom Escapilió (Scapilion).
Als 34 anys fou ordenat sacerdot per sant Agripí d'Autun i va arribar a ser abat del monestir de Sant Simforià, prop d'Autun. Donava tantes almoines que els monjos es van revoltar contra ell. El 555 era a París al moment en què va morir el bisbe Eusebi i el rei Khildebert I, amb el consentiment de tots, el va proclamar bisbe de la ciutat.
Va estar present als concilis de París III i IV (557 i 573) i al II Concili de Tours (566). El 540 Khildebert va anar a Hispània i va assetjar Saragossa, però el setge fou un fracàs; els habitants de Saragossa s'havien declarat sota protecció de Sant Vicenç màrtir, i llavors el rei, va aprofitar això i va simular perdonar a la ciutat, retornant a París on va fer construir una església dedicada a sant Vicenç que es va acabar el 23 de desembre del 558. Khildebert va patir una malaltia greu però fou curat suposadament per sant Germà però finalment va morir el mateix dia que Germà consagrava l'església de Sant Vicenç el 23 de desembre del 558. Aquesta església fou cremada pels normands al segle ix i reconstruïda el 1014, fou després l'Abadia de Saint-Germain-des-Prés (Sant Germà dels Prats), els abats del qual van tenir poder temporal fins al 1670. El Papa Alexandre III la va consagrar el 1163.
Germà va haver d'excomunicar al nou rei Caribert, fill de Khildebert, pels seus vicis, i va treballar per la pau entre els diversos fills del rei difunt. Va morir el 28 de maig del 576.

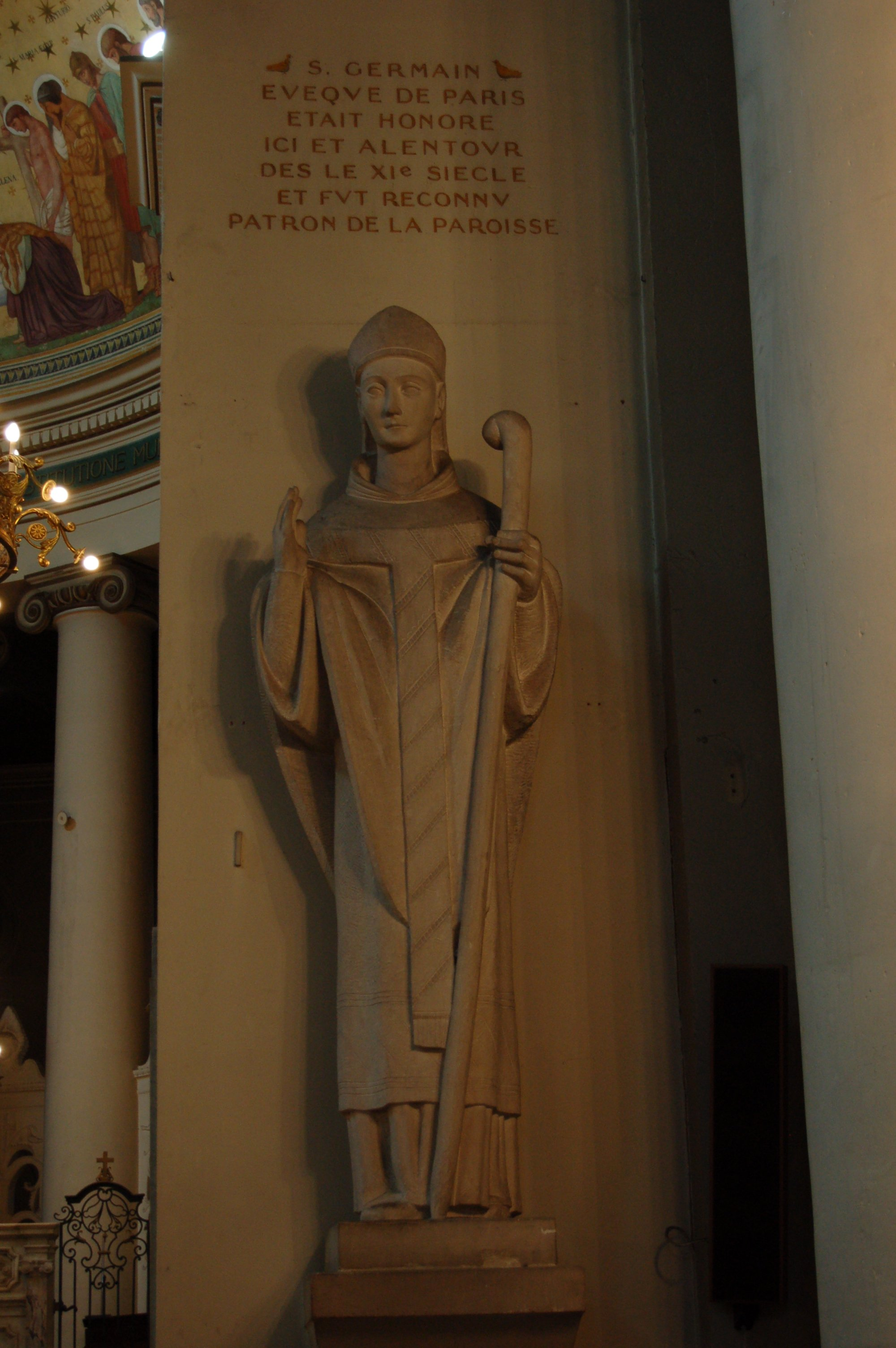
Escultura a Saint-Germain-en-Laye (París)
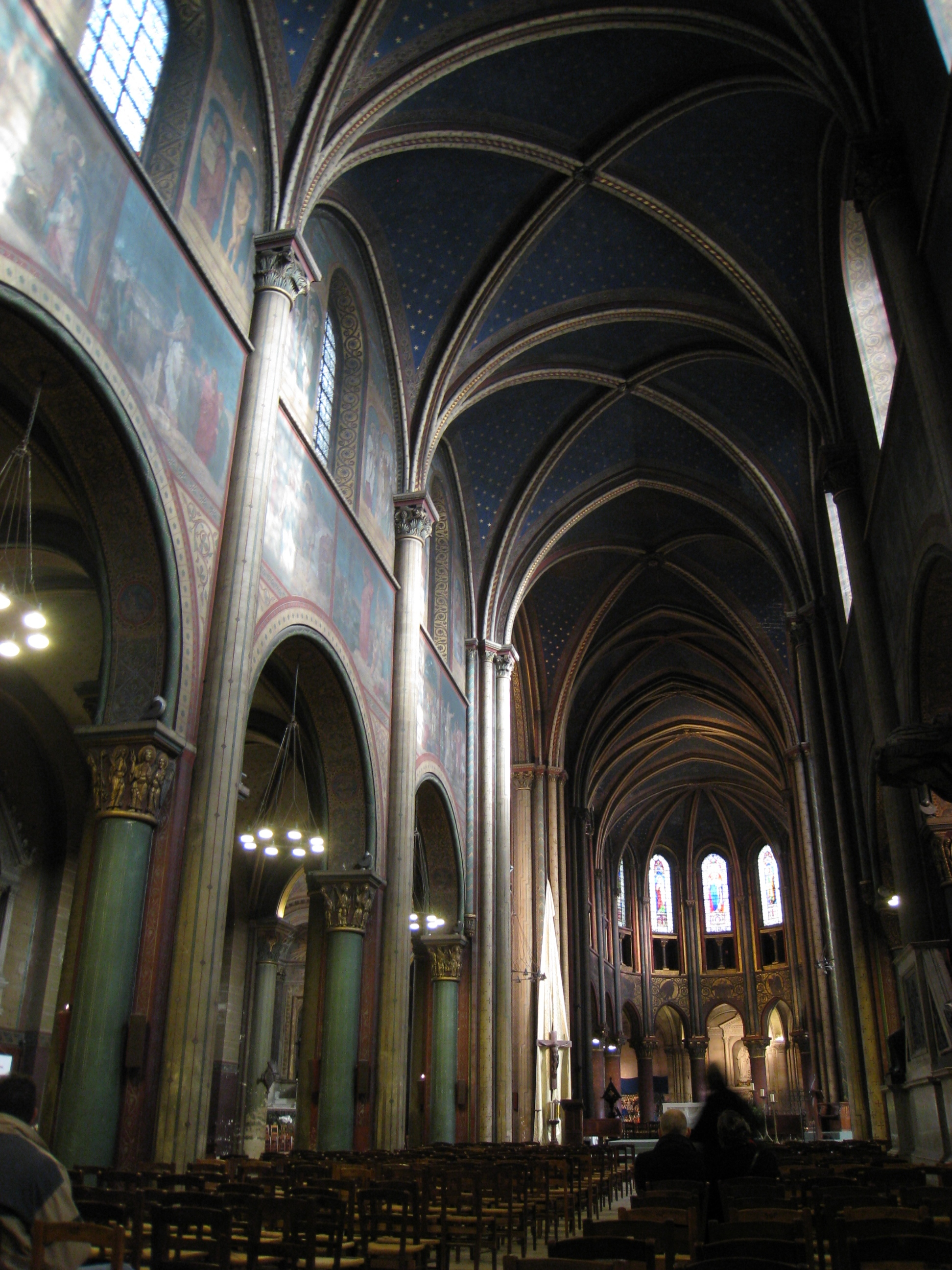
Nau de l'actual església de Saint Germain-des-Près
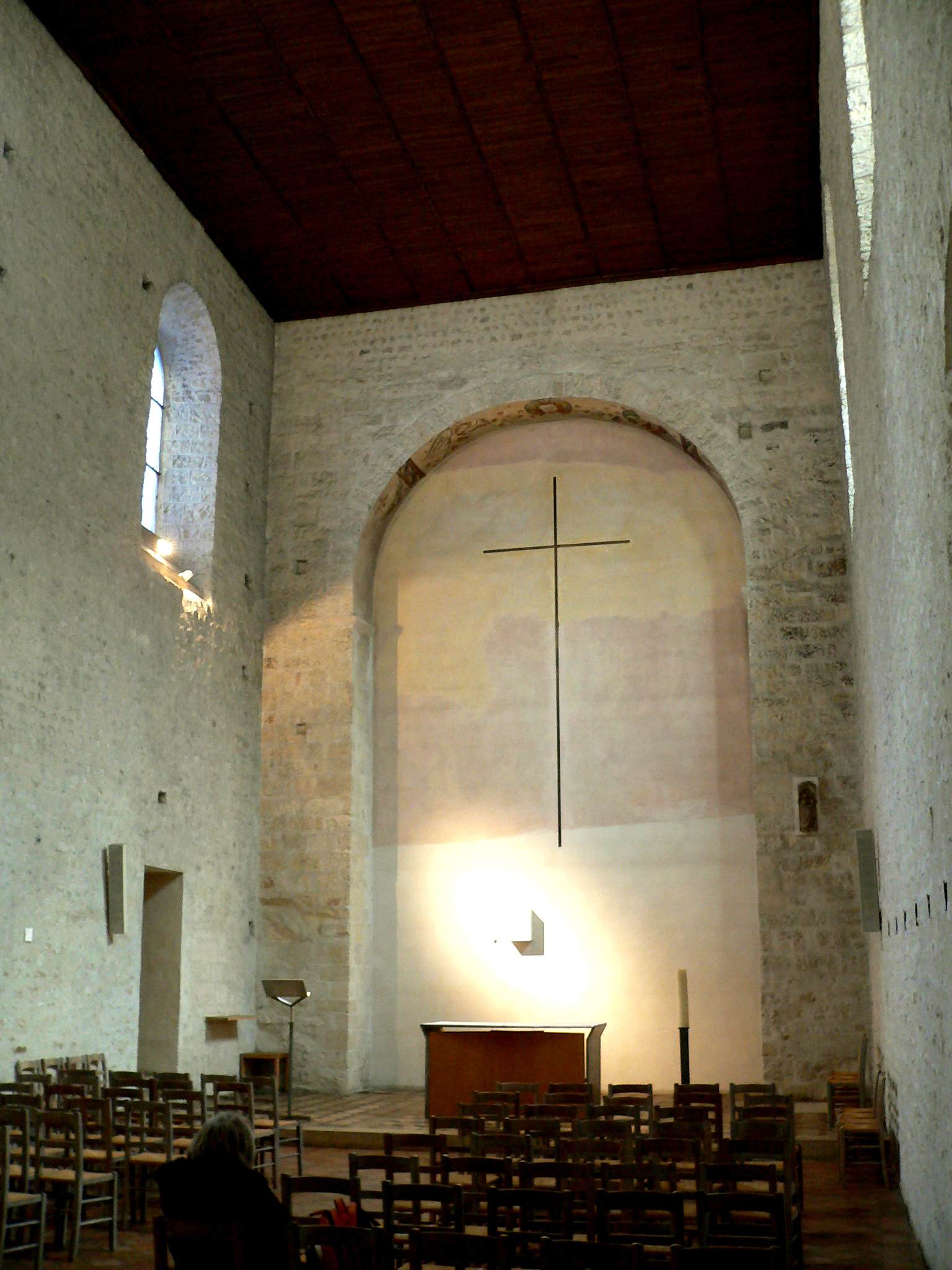
Capella de Sant Sinforià a St. Germain-des-Près, reconstruïda al s. XI
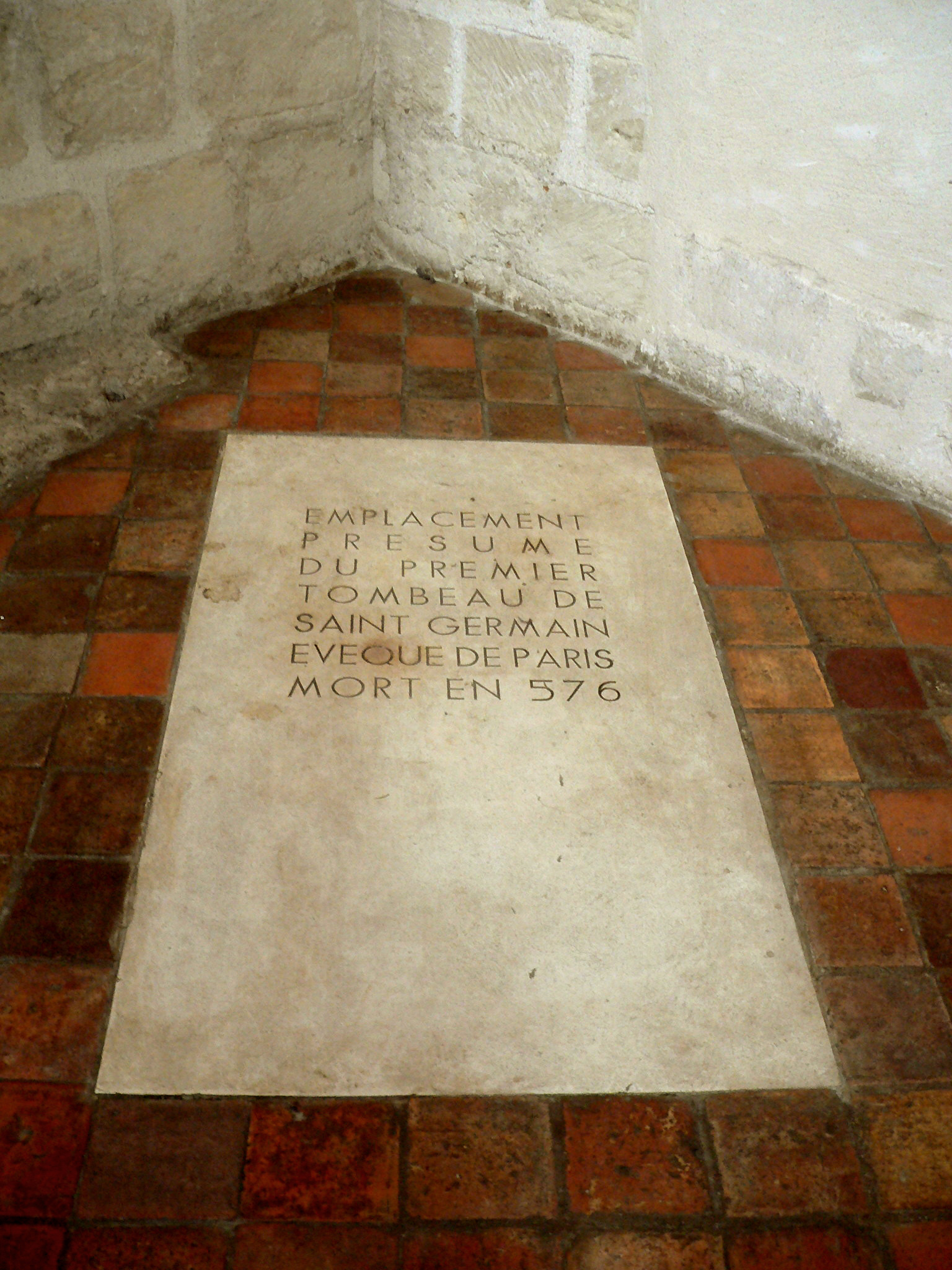
Primera tomba del sant a la Capella de Sant Simforià

## Veneració
Fou enterrat a la capella de sant Simforià a l'església de Sant Vicenç. Pipí els va fer traslladar a l'interior de l'església el 754. Aquesta església és avui coneguda com a Saint-Germain-des-Prés. Es conserva una carta i un tractat sobre litúrgia gal·la. Declarat sant, la seva memòria es commemora el 28 de maig.